# Max Pöppel (Künstler, 1909)
Max Pöppel (* 1. Januar 1909 in Memmingen; † 15. Dezember 1989 ebenda) war ein deutscher Maler und Bildhauer.

## Leben

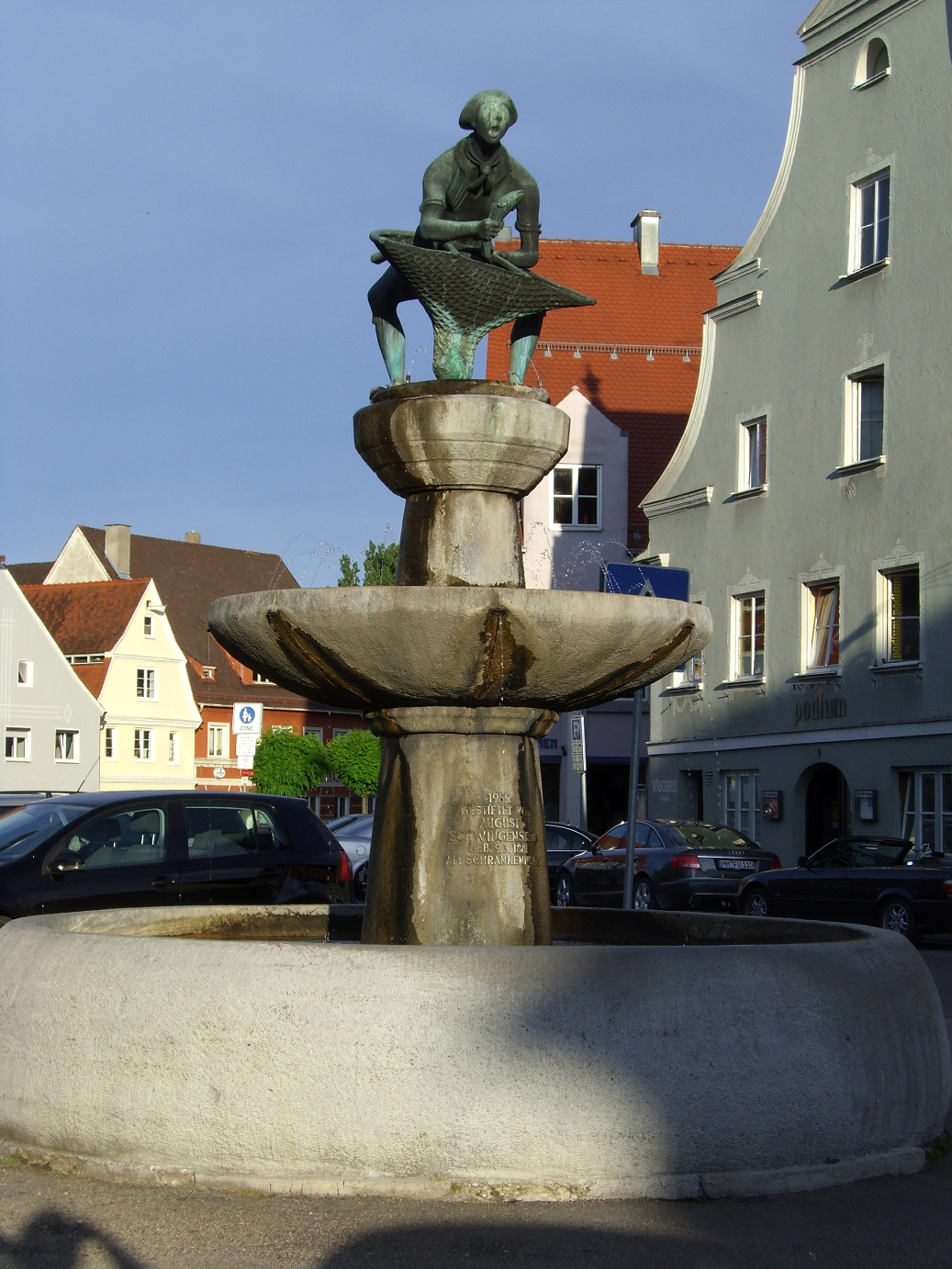
Die wohl berühmteste Arbeit Max Pöppels in Memmingen – Der Fischerbrunnen

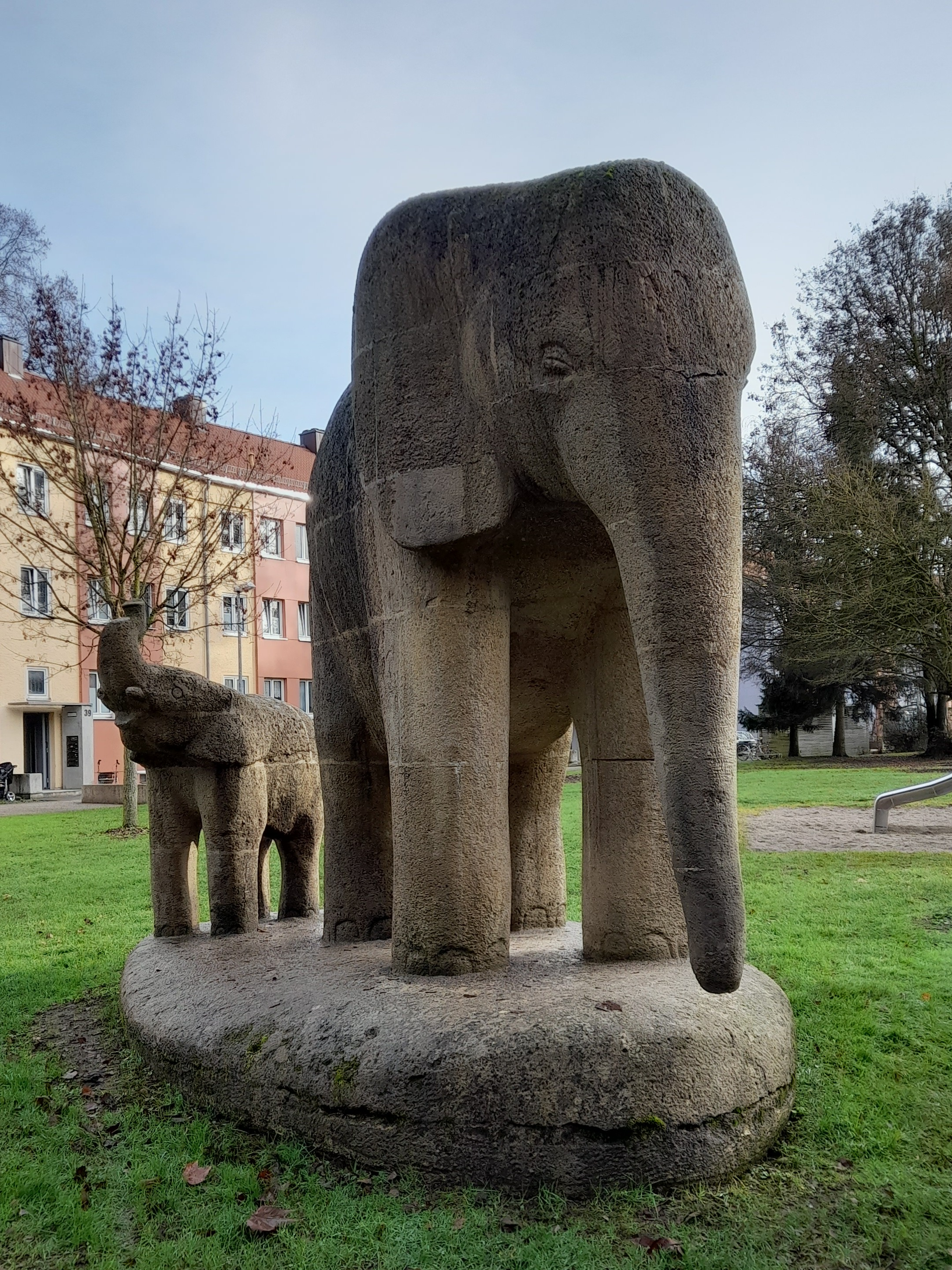
Pöppels Elefantengruppe in der „Elefantensiedlung“ in Neu-Ulm

Schon im väterlichen und großväterlichen Betrieb kam Max Pöppel mit der Bildhauerei in Berührung und ließ sich von den Gestaltungsmöglichkeiten des Steins faszinieren. Später erweiterte er seine Kenntnisse um die Techniken der Holzbearbeitung und legte so ein solides handwerkliches Fundament, auf dem sein künstlerisches Schaffen aufbauen konnte. Dann folgte die Staatsschule für angewandte Kunst in München, schließlich der Gang zur Akademie der Bildenden Künste München. Hier war er Meisterschüler von Joseph Wackerle. Seit 1931 war er als freischaffender Bildhauer tätig, unterbrochen von den Kriegsjahren, die er in seiner Vita mit dem kurzen Diktum „sinnlos verbrachte Zeit“ bedachte.
Aus Krieg und Gefangenschaft zurückgekehrt, ließ sich Pöppel wieder in Memmingen nieder, wo er bis 1972 lebte und arbeitete. Viele seiner Skulpturen, Reliefs, Plastiken und Brunnen prägen bis heute das Erscheinungsbild der Stadt. Neben größeren Werken für den öffentlichen Raum schuf er auch kleinere Porträtbüsten, so einen Knabenkopf aus Bronze, der aus Privatbesitz in ein Memminger Museum gelangte.
Als Künstler trug Max Pöppel auch zu dem Erinnerungsbuch Gestapo Häftling 52478. Aus den KZ Oranienburg-Sachsenhausen des ehemals in einem Konzentrationslager inhaftierten Adalbert Utsch (* 1907) bei, das 1945 in Ottobeuren im Selbstverlag erschien. Pöppel übernahm die Gestaltung des Buchumschlags und schuf eine ganzseitige farbige Zeichnung, die außer einem Foto die einzige Illustration des Werkes darstellt.
Eines der bekanntesten Werke Pöppels außerhalb seiner Heimatstadt ist die Elefantengruppe, die 1953 im Rahmen eines Kunst-am-Bau-Projekts entstand. Diese Skulptur wurde für eine Siedlung in Neu-Ulm geschaffen, die ab 1951 als neue Heimat für rund 1000 „Displaced Persons“ errichtet wurde, darunter ehemalige Zwangsarbeiter und zurückgekehrte Überlebende von Konzentrationslagern. Die beiden Tierfiguren, bestehend aus einer Elefantenkuh und ihrem Jungen, sollten eine Rolle als Blickpunkt für diese Siedlung übernehmen und ihren künstlerischen Mittelpunkt bilden. Das damals eher ungewöhnliche Motiv des Elefanten war von der Symbolik der nationalsozialistischen Zeit unbelastet und stellte für die hierher verschlagenen Menschen ein Stück Exotik im Alltag dar.
Auch nach der Sanierung der nach dem Kunstwerk benannten „Elefantensiedlung“ durch die Stadt Neu-Ulm, die diese 1993 vom Bund erwarb, blieb Pöppels  Skulptur an ihrem ursprünglichen Standort und prägt weiterhin den zentralen Platz der Siedlung. Sie ist heute Teil der „KunstTour Neu-Ulm“, eines Projektes des dortigen Edwin Scharff Museums, das 32 Kunstwerke, Orte und Architekturen in drei thematischen Rundgängen verbindet, um die Kunst im öffentlichen Raum der Stadt vorzustellen.
1972 zog Pöppel nach Nordbaden. Von dort kehrte er zehn Jahre später, im Jahr 1982, nach Memmingen zurück, wo er bis zu seinem Tod ansässig war.
Noch kurz vor seinem Tod wurde ihm am 9. Oktober 1989 mit der Verleihung des Memminger Stadtsiegels eine besondere Ehre seiner Geburtsstadt zuteil. Damit verbunden war eine letzte große Ausstellung im Foyer des Stadttheaters, die von Oberbürgermeister Ivo Holzinger eröffnet wurde. Pöppel habe, so hieß es in der damaligen Presseberichterstattung, „wie kaum ein anderer das Stadtbild geprägt“, seine Arbeiten seien „ein wesentlicher Bestandteil der Memminger Stadtlandschaft“, er wurde mit dem Prädikat „Senior der Memminger Künstlerschaft“ bedacht.
Max Pöppel starb wenige Wochen vor Vollendung seines 81. Lebensjahres am 15. Dezember 1989 in Memmingen.

## Werke in Memmingen
Max Pöppel hat mit seiner Bildhauerkunst den öffentlichen Raum in Memmingen in besonderer Weise bestimmt. Vor allem in den Jahren vor 1972 entstanden zahlreiche Werke, die das Stadtbild bis heute prägen:
- Brunnen an St. Martin
- Fischerbrunnen auf dem Schrannenplatz
- Kreuzigungsgruppe in der Aussegnungshalle des Friedhofs
- Marktgespräch, Marktfrauen am Kräutlesmarkt/Kalchstraße
- Wasserbüffel in der Grenzhofstraße,
- Reiherbrunnen, früher Buxheimer Straße, jetzt Klinikum
- Mauerplastik am Arbeitsamt (2016 bei Bauarbeiten zerstört)[6]
- Krokodil in der Feystraße
- Putte im Zollergarten
- Putte auf dem Waldfriedhof[7]
- Schulhofbrunnen im BSG und in Amendingen
- Brunnen in der Machnigstraße
- Hochwasserbehälter in Eisenburg

Daneben zahlreiche Reliefs und Supraporten an Memminger Gebäuden, Realschule, Bismarckschule, Magnet-Schultz, in der Münchner Straße, am Tummelplatzweg, in der Herrenstraße das Höfler-Relief, in der Hofgasse an der Hausfassade der Galerie Hofgasse.

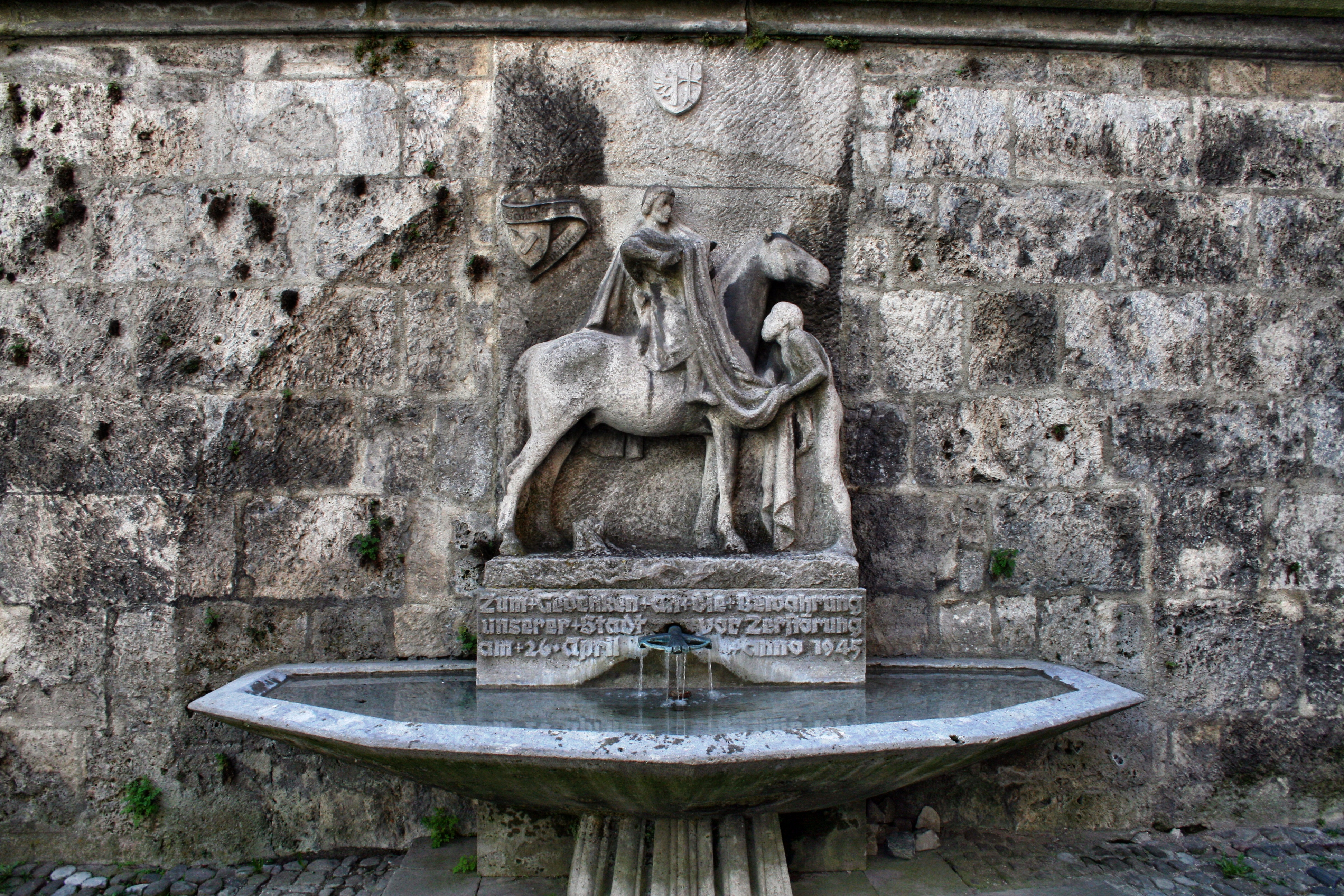
Brunnen bei St. Martin in Memmingen
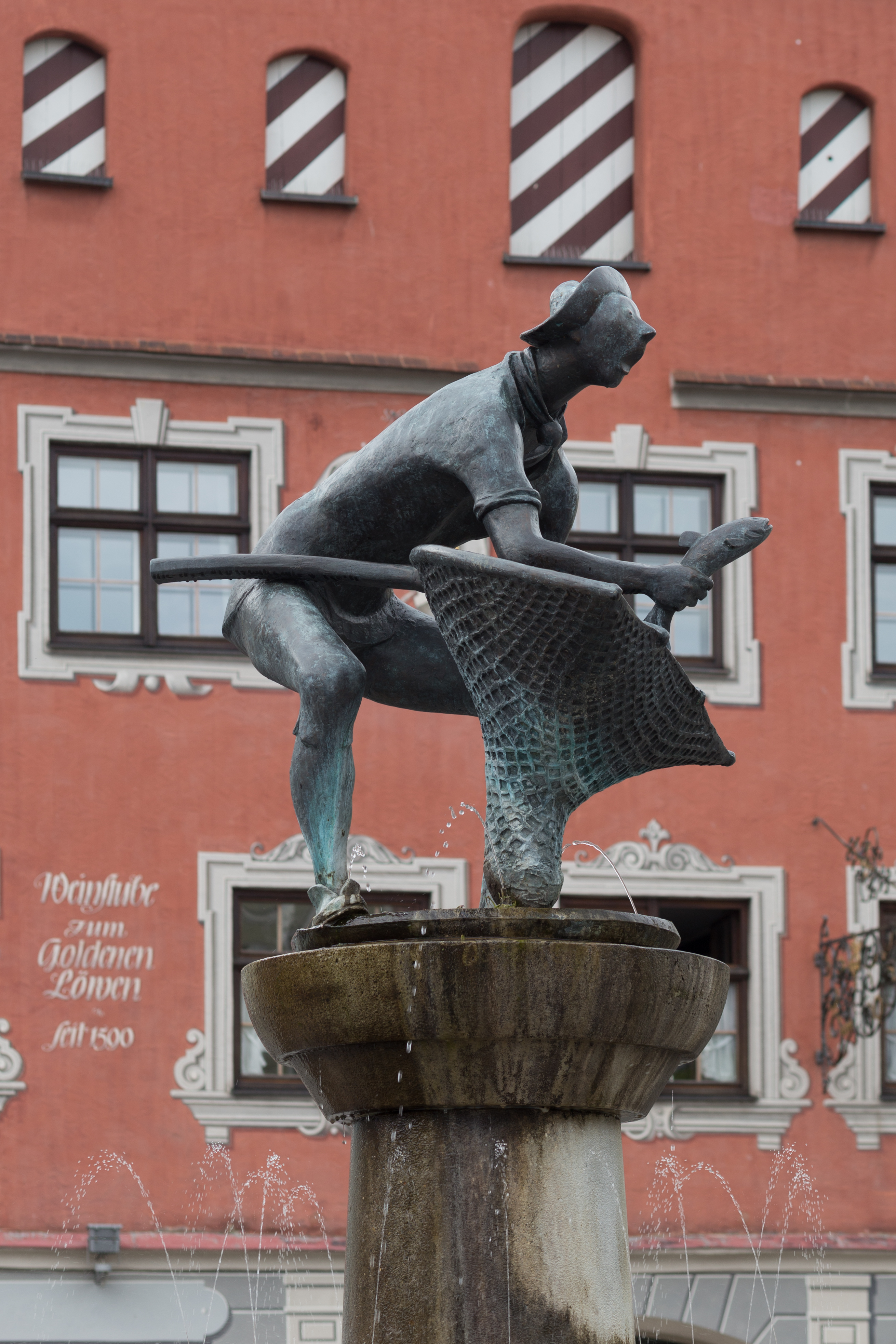
Großansicht der Figur des Fischerbrunnens auf dem Schrannenplatz in Memmingen
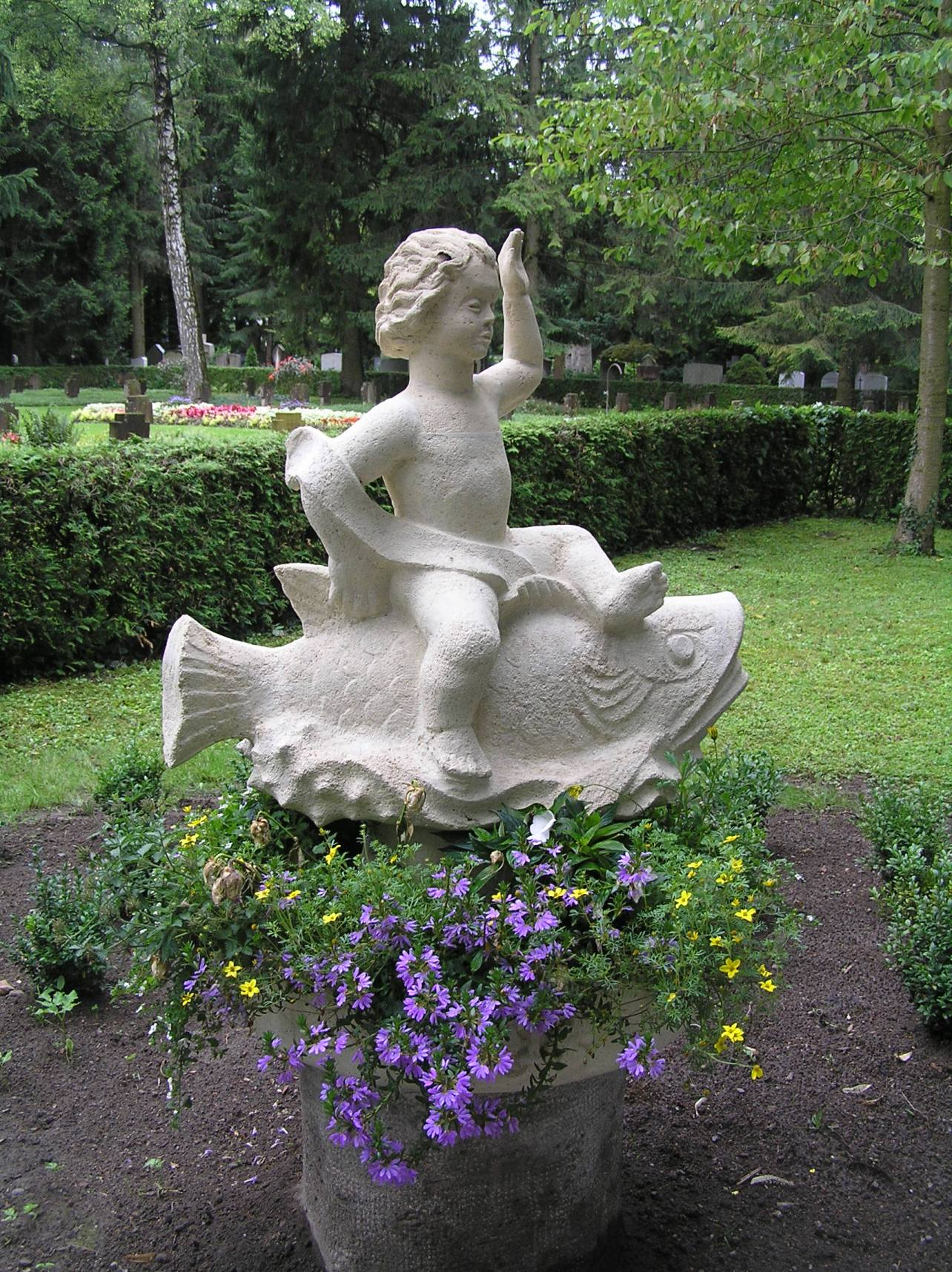
Engel-Statue Max Pöppels auf dem Waldfriedhof Memmingen
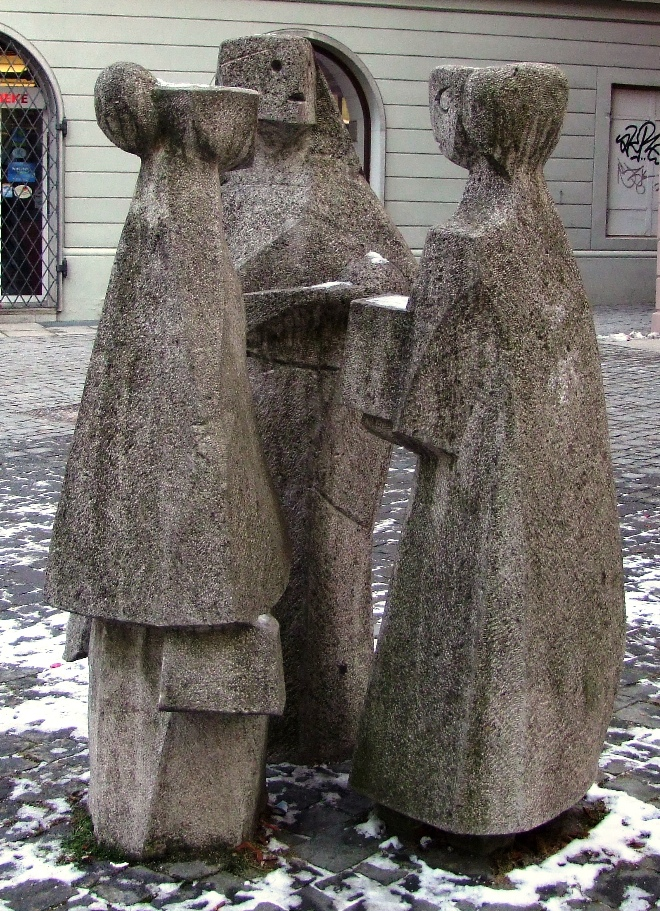
Die von Max Pöppel erschaffenen Kräuterwaiberl auf dem Kräutlesmarkt an der Memminger Kalchstraße